# Robert Charles
Pour les articles homonymes, voir Charles.
Robert Charles, pseudonyme de Robert Charles Smith, né le 10 mai 1938 à Cambridge, est un écrivain britannique, auteur de plusieurs romans policiers, romans d'espionnage et récits de science-fiction.

## Biographie
Dans les années 1960, il devient auteur de plusieurs romans policiers et d'espionnage sous les pseudonymes Charles Robert, Charles Leader, Roger C. Brandon, dont la série ayant pour héros Simon Larren, un tueur du contre-espionnage britannique, ou encore l'agent Mark Nicolson qui lutte contre le terrorisme pour le compte du gouvernement de Londres depuis la guerre froide jusqu'au cours des années 1970.
Au début des années 1980, Robert Charles se tourne le temps de trois romans (Flowers of Evil, 1981 ; Nightworld, 1984 ; The Comet, 1985) vers la science-fiction avant de revenir résolument à des romans policiers ou d'espionnage mâtinés d'aventures.

## Œuvre

### Romans

#### Signés Robert Charles

##### SérieSimon Larren
- Nothing to Lose (1963)
- Dark Vendetta (1964) Publié en français sous le titre Festin de crabes, traduit par Christian Monnier, Paris, Gallimard, Série noire no 973, 1965
- One Must Survive (1964)
- Mission of Murder (1965)
- The Fourth Shadow (1966)
- Arctic Assignment (1966)
- Assassins for Peace (1967)
- Stamboul Intrigue (1968)
- The Big Fish (1969)
- Strikefast (1969)

##### SérieMark Nicolson
- The Hour of the Wolf (1974)
- A Clash of Hawks (1975)
- The Flight of the Raven (1975)
- The Scream of the Dove (1975)
- The Prey of the Falcon (1976)
- The Venom of the Cobra (1977) (autre titre Cobra Strike)
- The Snarl of the Lynx (1977)
- The Arms of the Mantis (1978)

##### Autres romans
- The Faceless Fugitive (1963)
- This Side of Hell (1965)
- Three Days to live (1968)
- Sea Vengeance (1974)
- The Sun Virgin (1974)
- Dead Before Midnight (1975)
- The Burning (1979)
- A Lance for the Devil (1980)
- Flowers of Evil (1981)
- Nightworld (1984)
- The Comet (1985)
- Falcon S.A.S.: Firestrike (1999)
- Falcon S.A.S.: Blood River (1999)
- Persons Reported (2000)
- Ancient Sins (2007)
- Blood and Sangria (2010)

#### SériePaul Masonsignée Charles Leader
- Frontier of Violence (1966)
- Strangler's Moon (1968)

#### Autres romans signés Charles Leader
- Murder in Marrakech (1966)
- The Golden Lure (1967)
- Nightmare On the Nile (1967)
- The Angry Darkness (1968)
- Cargo to Saigon (1969)
- The Double M Man (1969)
- Death of a Marine (1970)
- The Dragon Roars (1970)
- Salesman of Death (1971)
- Scavengers At War (1974)
- A Wreath of Poppies (1975)
- A Wreath from Bangkok (1975)
- A Wreath for Miss Wong (1977)
- A Wreath of Cherry Blossom (1977)
- Kingdom of Darkness (1978)

## Sources
- Claude Mesplède, Les années "Série noire" : bibliographie critique d'une collection policière, vol. 2 : 1959-1966, Amiens, Editions Encrage, coll. « Travaux » (no 17), 1993 (ISBN 978-2-906-38943-4), p. 275-276.
- Claude Mesplède et Jean-Jacques Schleret, SN, voyage au bout de la Noire : inventaire de 732 auteurs et de leurs œuvres publiés en séries Noire et Blème : suivi d'une filmographie complète, Paris, Futuropolis, 1982 (OCLC 11972030), p. 71